# Афроцентризам

Афроцентричност је оријентација у социјалној филозофији или, често, поглед на свет, који користи културне вредности, историју или заједничка искуства потомака Африканаца као оквир за објашњење културних феномена и решавање људских проблема.